# Hapalogastridae
Hapalogastridae is een familie van kreeftachtigen uit de klasse van de Malacostraca (hogere kreeftachtigen).

## Geslachten
- Acantholithodes Holmes, 1895
- Dermaturus Brandt, 1850
- Hapalogaster Brandt, 1850
- Oedignathus Benedict, 1895
- Placetron Schalfeew, 1892